# Giải Bodil cho phim Đan Mạch hay nhất
Giải Bodil cho phim Đan Mạch hay nhất là một giải Bodil được trao hàng năm cho một phim Đan Mạch được bầu chọn là hay nhất. Giải này được thành lập từ năm 1948.
Dưới đây là danh sách các phim đoạt giải:

## Các phim đoạt giải từ 1948–1999
| Năm  | Phim                                          | Đạo diễn                              |                 |
| 1948 | Soldaten og Jenny                             | Johan Jacobsen                        |                 |
| 1949 | Støt står den danske sømand                   | Bodil Ipsen Lau Lauritzen             |                 |
| 1950 | Susanne                                       | Torben Anton Svendsen                 |                 |
| 1951 | Café Paradis                                  | Bodil Ipsen Lau Lauritzen             |                 |
| 1952 | Det sande ansigt                              | Bodil Ipsen Lau Lauritzen             |                 |
| 1953 | Adam og Eva                                   | Erik Balling                          |                 |
| 1954 | Farlig Ungdom                                 | Lau Lauritzen                         |                 |
| 1955 | Ordet                                         | Carl Theodor Dreyer                   |                 |
| 1956 | På tro og love                                | Torben Anton Svendsen                 |                 |
| 1957 | Ingen tid til kærtegn                         | Annelise Hovmand                      |                 |
| 1958 | Bundfald                                      | Palle Kjærulff-Schmidt Robert Sasskin |                 |
| 1959 | En fremmed banker på                          | Johan Jacobsen                        |                 |
| 1960 | Vi er allesammen tossede                      | Sven Methling                         |                 |
| 1961 | Den sidste vinter                             | Edvin Tiemroth Anker Sørensen         |                 |
| 1962 | Harry og kammertjeneren                       | Bent Christensen                      |                 |
| 1963 | Weekend                                       | Palle Kjærulff-Schmidt                |                 |
| 1964 | Gaden uden ende                               | Mogens Vemmer                         |                 |
| 1965 | Gertrud                                       | Carl Theodor Dreyer                   |                 |
| 1966 | Slå først, Frede                              | Erik Balling                          |                 |
| 1967 | Sult                                          | Henning Carlsen                       |                 |
| 1968 | Mennesker mødes og sød musik opstår i hjertet | Henning Carlsen                       |                 |
| 1969 | Balladen om Carl-Henning                      | Lene Grønlykke Sven Grønlykke         |                 |
| 1970 | Midt i en jazztid                             | Knud Leif Thomsen                     |                 |
| 1971 | Ang. Lone                                     | Franz Ernst                           |                 |
| 1972 | Den forsvundne fuldmægtig                     | Gert Fredholm                         |                 |
| 1973 | Flugten                                       | Hans Kristensen                       |                 |
| 1974 | không trao giải                               | không trao giải                       | không trao giải |
| 1975 | Lars-Ole 5.c                                  | Nils Malmros                          |                 |
| 1976 | Den korte sommer                              | Edward Fleming                        |                 |
| 1977 | Drenge                                        | Nils Malmros                          |                 |
| 1978 | Mig og Charly                                 | Morten Arnfred Henning Kristiansen    |                 |
| 1979 | Honning måne                                  | Bille August                          |                 |
| 1980 | Johnny Larsen                                 | Morten Arnfred                        |                 |
| 1981 | Jeppe på bjerget                              | Kaspar Rostrup                        |                 |
| 1982 | Gummi-Tarzan                                  | Søren Kragh-Jacobsen                  |                 |
| 1983 | Der er et yndigt land                         | Morten Arnfred                        |                 |
| 1984 | Skønheden og udyret                           | Nils Malmros                          |                 |
| 1985 | Forbrydelsens element (The Element of Crime)  | Lars von Trier                        |                 |
| 1986 | Manden i månen                                | Erik Clausen                          |                 |
| 1987 | Flamberede hjerter                            | Helle Ryslinge                        |                 |
| 1988 | Pelle Erobreren                               | Bille August                          |                 |
| 1989 | Skyggen af Emma                               | Søren Kragh-Jacobsen                  |                 |
| 1990 | Dansen med Regitze                            | Kaspar Rostrup                        |                 |
| 1991 | Lad isbjørnene danse                          | Birger Larsen                         |                 |
| 1992 | Europa                                        | Lars von Trier                        |                 |
| 1993 | Kærlighedens smerte                           | Nils Malmros                          |                 |
| 1994 | De frigjorte                                  | Erik Clausen                          |                 |
| 1995 | Riget                                         | Lars von Trier                        |                 |
| 1996 | Menneskedyret                                 | Carsten Rudolf                        |                 |
| 1997 | Breaking the Waves                            | Lars von Trier                        |                 |
| 1998 | Lets Get Lost                                 | Jonas Elmer                           |                 |
| 1999 | Festen                                        | Thomas Vinterberg                     |                 |

## Các phim đoạt giải và các phim được đề cử từ năm 2000
2000
Den eneste ene –  Susanne Bier
Bleeder –  Nicolas Winding Refn
Bornholms stemme – Lotte Svendsen
Magnetisörens femte vinter –  Morten Henriksen
Mifunes sidste sang –  Søren Kragh-Jacobsen
2001
Bænken –  Per Fly
Blinkende lygter –  Anders Thomas Jensen
Dancer in the Dark –  Lars von Trier
Italiensk for begyndere –  Lone Scherfig
Mirakel -  Natasha Arthy
2002
En kærlighedshistorie –  Ole Christian Madsen
At klappe med een hånd -  Gert Fredholm
Family –  Sami Martin Saif & Phie Ambo-Nielsen
Et rigtigt menneske –  Åke Sandgren
En sang for Martin –  Bille August
2003
Open Hearts (Elsker dig for evigt) –  Susanne Bier
At kende sandheden –  Nils Malmros
Okay –  Jesper W. Nielsen
Små ulykker -  Annette K. Olesen
Wilbur Wants to Kill Himself (Wilbur begår selvmord) –  Lone Scherfig
2004
Dogville –  Lars von Trier
Arven -  Per Fly
Bagland –  Anders Gustafsson
Reconstruction –  Christoffer Boe
Rembrandt -  Jannik Johansen
2005
King’s Game (Kongekabale) –  Nikolaj Arcel
Brothers (Brødre) –  Susanne Bier
Forbrydelser -  Annette K. Olesen
Pusher II –  Nicolas Winding Refn
Terkel i knibe –  Stefan Fjeldmark, Kresten Vestbjerg Andersen & Thorbjørn Christoffersen
2006
Drabet -  Per Fly
Adams æbler -  Anders Thomas Jensen
Manderlay –  Lars von Trier
Mørke -  Jannik Johansen
Nordkraft –  Ole Christian Madsen
2007
En Soap -  Pernille Fischer Christensen
Drømmen –  Niels Arden Oplev
Efter brylluppet -  Susanne Bier
Prag –  Ole Christian Madsen
Råzone –  Christian E. Christiansen
2008
Kunsten at græde i kor –  Peter Schønau Fog
AFR –  Morten Hartz Kaplers
Fighter –  Natasha Arthy
Hvid nat –  Jannik Johansen